# Marten de Vos

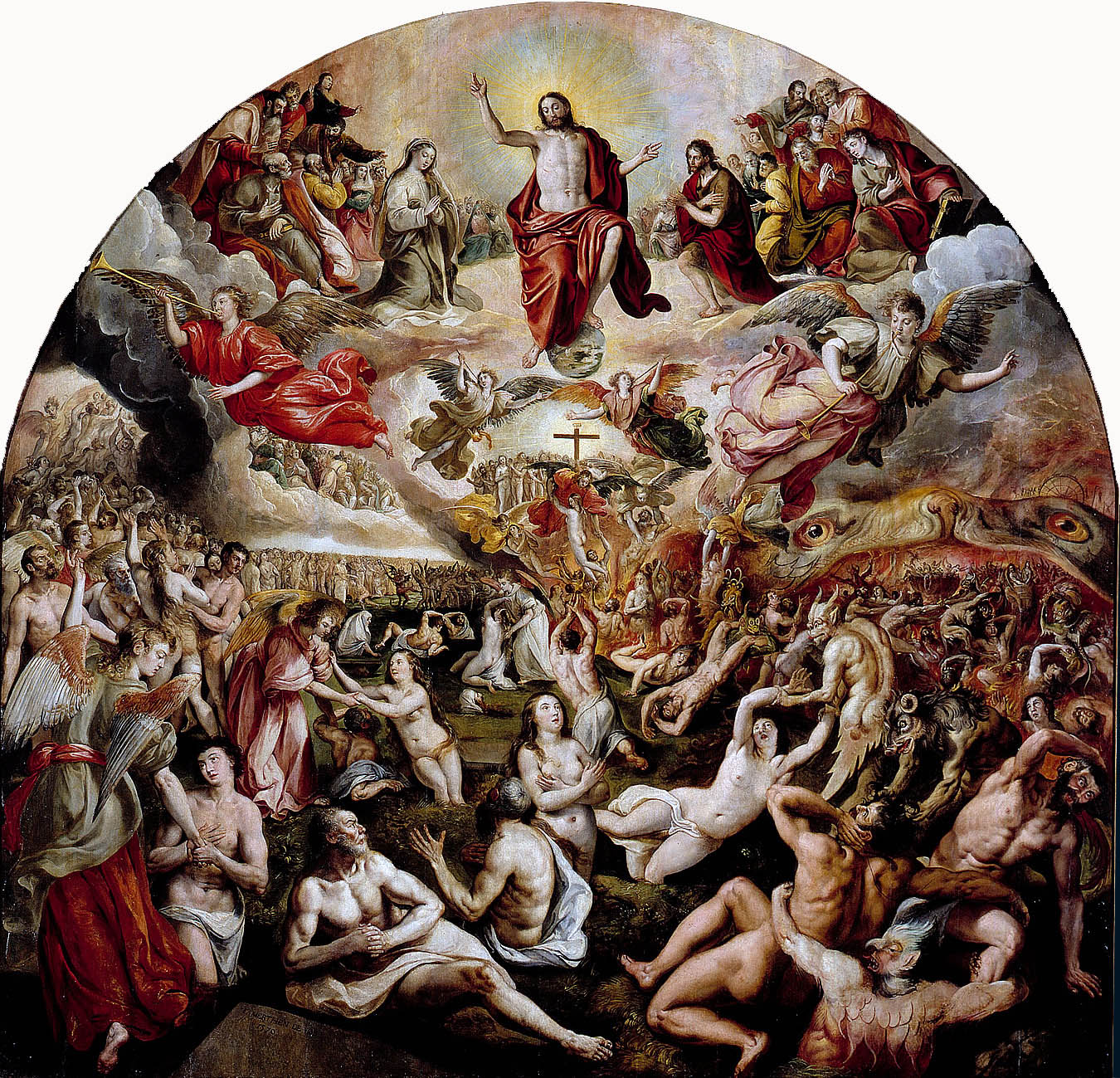
Juízo final, 1570

Marten (Maarten) de Vos (Antuérpia, 1532 - Antuérpia, 4 de dezembro de 1603) foi um importante pintor do Maneirismo.
Estudou na Itália e foi influenciado pela cor dos venezianos. Pode ter estudado com Tintoretto. Voltando para Antuérpia, foi um dos principais artistas a redecorar as igrejas locais depois da onda iconoclasta de 1566. Foi fundador da Guilda dos Romanistas, que reunia outros artistas, eruditos, humanistas e amantes das artes que haviam visitado Roma.